# John Chalmers
John Chalmers (* 21. September 1927 in Aberdeen) ist ein  schottischer Orthopäde.

## Leben
Chalmers studierte Medizin an der University of Edinburgh. Nach dem Examen (MB ChB)  und den zwei Jahren als House officer begann er 1952 die chirurgische Ausbildung im Sanitätsdienst der British Army (RAMC). 1953 bestand er die Prüfungen zum Fellow des Royal College of Surgeons of England. Von 1954 bis 1957 durchlief er die orthopädische Ausbildung in Oxford und am Royal National Orthopaedic Hospital London. Nach einer Orthopaedic Fellowship an der University of Illinois war er von 1958 bis 1961 Lecturer in  Edinburgh. 1961 graduierte er zum M.D. 1963 wurde er auch Fellow des Royal College of Surgeons of Edinburgh.
Als Senior lecturer und Consultant blieb er bis 1990, über 32 Jahre, an der Royal Infirmary und am Princess Margaret Rose Orthopaedic Hospital. Nach der Pensionierung betrieb er bis 1997 eine Privatpraxis und unterrichtete in Ländern der Dritten Welt. Er gilt als „Orthopäde für Orthopäden“. 

### Privates
Mit seiner Frau Gwyneth hat er vier Kinder und sechs Enkel. Der eine Sohn ist  Interventioneller Radiologe, der andere Rechtsanwalt, die eine Tochter Allgemeinmedizinerin in Neuseeland, die andere Steuerberaterin.
Über 50 Jahre widmete er sich der Imkerei.  

### Ehrenämter und Gremien
- Präsident der British Orthopaedic Association (1989/90)
- Präsident der British Orthopaedic Research Society
- Specialist Advisory Committee für Orthopädische Chirurgie
- Schottisches Knochentumorregister
- Medical Research Council, Osteoporose-Kommission
- Merit Award Committee for Scotland

### Gastprofessuren
- University of Auckland
- Dalhousie University
- Hong Kong University
- Hadassah Medical Center, Jerusalem  (als Fellow des British Council)
- Universität Basra
- Black Lion Hospital, Addis Abeba

Gastvorlesungen hielt er in Kuwait, Oman, Coimbatore und Pakistan (für die WHO).

### Herausgeber
- The Journal of Bone & Joint Surgery
- Journal of the Royal College of Surgeons of Edinburgh
- Journal of the Western Pacific Orthopaedic Association
- Journal of Orthopaedics
- Clinical Orthopaedics and Related Research
- Scottish Medical Journal

## Publikationen (Auswahl)
- March haemoglobinuria. British Journal of Surgery 44 (1957), 394
- Transplantation immunity in bone homografting. Journal of Bone and Joint Surgery 41-B (1959), 160–179
- The growth of transplanted foetal bones in different immunological environments. JBJS 44-B (1962), 149–164
- Cancellous bone: its strength and changes with ageing and an evaluation of some methods for measuring its mineral content. 
  - I Age changes in cancellous bone. JBJS 48-A (1966), 289–299
  - II An evaluation of some methods for measuring osteoporosis. JBJS 48-A (1966), 299–308
- Bone transplantation. In: Journal of Clinical Pathology, 20 (1967), 540–550.
- Osteomalacia – a common disease in elderly women. JBJS 49-B (1967), 403–423
- Peripheral compression lesions of the ulnar nerve. JBJS 50-B (1968), 793–803
- Quantitative measurements of osteoid in health and disease. Clinical Orthopaedics 63 (1969), 196–209
- Geographical variations in senile osteoporosis. JBJS 52-B (1970), 667–675
- Observations on the induction of bone in soft tissues. JBJS 57-B (1975), 36–45
- Unusual causes of peripheral nerve compression. The Hand 19 (1978), 168–175
- Aneurysmal bone cysts of the phalanges. The Hand, 13 (1981), 296–300
- Spontaneous healing of aneurysmal bone cysts. JBJS 67-B (1985), 310–312
- Osteosarcoma (Editorial). The Lancet (1985), 131–133
- Recent Advances in Great Britain (Editor). Clinical Orthopaedics (1986), 210
- Fractures of the Femoral Neck in Elderly Patients with hyperparathyroidism. Clinical Orthopaedics 229 (1988), 125–130
- Tumours of the musculo-skeletal system: clinical presentation. Clinical Orthopaedics 2 (1988), 135–140
- Orthogerontics (Editorial). Journal of Orthopaedic Surgery 4 (1996), 7–8
- Treatment of Ruptures of the Tendo-Achilles (Review Article). Journal of Orthopaedic Surgery 2000

## Bücher
- Audubon in Edinburgh.  Edinburgh, 2003[2]
- Andrew Duncan, Physician of the Enlightenment.  Edinburgh, 2010